# Святославов крест
Святосла́вов крест — вырезанная из камня многочастная икона с изображением Распятия Иисуса Христа с предстоящими. В настоящее время экспонируется в Георгиевском соборе города Юрьев-Польский во Владимирской области и является частью коллекции Юрьев-Польского историко-архитектурного и художественного музея. Традиция связывает поставление креста с князем Юрьевским Святославом Всеволодовичем, ставшим впоследствии на короткое время великим князем Владимирским. По предположению целого ряда исследователей, непосредственным поводом к созданию креста послужили драматические обстоятельства похода князя на Волжскую Булгарию в 1220 году.
К композиции Святославова креста современные исследователи относят Распятие, предстоящих ему справа Богоматерь и жён-мироносиц, Иоанна Богослова и Лонгина Сотника с левой стороны, а также так называемый престол уготованный над вертикальной планкой креста. Традиция размещала по обе стороны от них изображения Николая Чудотворца и Тихона Амафунтского, которые в настоящее время не считаются частью Святославова креста. Ведётся дискуссия о принадлежности к композиции надписи на каменной тумбе, в течение многих веков размещавшейся в её основании.
Многие проблемы, связанные с данным памятником древнерусского искусства, остаются предметом острых дискуссий. Ещё в 1911 году член-корреспондент Императорской Археологической комиссии Константин Романов составил подробное описание Святославова креста и сформулировал четыре вопроса: Действительно ли Святослав III Всеволодович связан с появлением креста? Правильна ли традиционная датировка его 1224 годом? Представляет ли Святославов крест единое художественное произведение? Где должен был находиться данный памятник в первоначальном экстерьере Георгиевского собора XIII века? Эти и иные связанные с памятником вопросы привлекали в разное время внимание таких крупных историков древнерусского искусства, как академик Санкт-Петербургской академии наук Никодим Кондаков, профессор Илья Шляпкин, доктор исторических наук Николай Воронин, историк древнерусской архитектуры и реставратор Вольфганг Кавельмахер, доктор искусствоведения Георгий Вагнер и другие исследователи.

## Внешний вид к началу XX века и предполагаемая структура

### Распятие с предстоящими
В книге советского исследователя Георгия Вагнера, посвящённой скульптуре Владимиро-Суздальской Руси и изданной в 1964 году, приводятся следующие размеры Святославова креста: общая высота — 134 см, ширина средней плиты — 56 см, боковых — «от 45 до 47 см», над средним камнем надставка шириной 56 см и высотой 36 см.
Русский историк первой половины XIX века, член-корреспондент Императорской Санкт-Петербургской академии наук Иван Снегирёв составил описание Святославова креста, к которому в то время относили не четыре, как в настоящее время, а семь каменных плит, и указывал его общие размеры: высота — 2 аршина 6 вершков, а ширина — 3 аршина 1 вершок. На момент описания (1824 год) крест находился в приделе Воздвижения Честного и Животворящего Креста в Георгиевском соборе в городе Юрьев-Польский. В этом же месте его упоминает в 1912 году и российский историк Сергей Шереметев: «Уже начиналась утреня, когда мы взошли в собор, где любовались… в приделе Распятием Христовым, большой иконой размером до сажени в квадрате, высеченной из белого камня, с предстоящими Богоматерью, жёнами Мироносицами и др. святыми, называемой „Святославовым крестом“, так как она была сооружена этим князем». Там же, но более точно с церковной точки зрения, определял в 1911 году местоположение Святославова креста архитектор Константин Романов. Он писал, что крест находился в Крестовоздвиженском приделе тёплого Троицкого собора, который был пристроен к северной стороне Георгиевского собора в 1809 году. Профессор Илья Шляпкин писал, что во время посещения Юрьева-Польского в 1904 году видел Святославов крест «в новом тёплом приделе в иконостасе налево от царских врат». Памятник находился на высоте одного аршина от пола и был украшен приношениями на лентах.
Наиболее ранние описания Святославова креста были составлены в 1824 году почти одновременно автором сообщения в издании «Отечественные достопамятности» и Иваном Снегирёвым. В соответствии с этим описанием в центре памятника находится Распятие. Справа (в описании Снегирёва, исходившего из устаревшей к настоящему времени позиции наблюдателя, находящегося в центре самой иконы, для современного зрителя — слева) от него — Богоматерь и жёны-мироносицы, с края — Николай Чудотворец, с левой же стороны — Иоанн Богослов и Лонгин Сотник, а на краю — Тихон Амафунтский. Святые Николай и Тихон одеты в святительские одеяния, на Лонгине чешуйчатый доспех и «покров» на голове, в руке у него круглый щит. Памятник возвышался на каменной тумбе, обложенной скреплёнными известью камнями. На тумбе Снегирёв зафиксировал надпись, которую привёл в сообщении. Он утверждал, что рельеф сделан в «греческом иконном стиле», а раскрашен, вызолочен и покрыт серебряными ризами в более позднее время усилиями богомольцев, которые почитали Святославов крест как чудотворный.
Российский и советский археолог, член-корреспондент Императорской Археологической комиссии Константин Романов в статье «„Святославов крест“ в г. Юрьеве Польском» (1911) составил более подробное описание памятника на основе проведённого им исследования летом 1909 и 1910 годов. Оно показало, что в состав Святославова креста входит 6 «сцементированных кусков белого известняка». Фигуры расцвечены масляной краской и покрыты сделанными из серебра и позолоченными ризами. В центре рельефа расположен камень с изображением распятого Христа (его высота — 0,486 сажени). Руки Христа высечены на данном камне только до локтей. Тело его свисает с креста и покрыто драпировкой, которая спадает до колен. Голова Христа, окружённая крещатым нимбом, поникла. Его глаза закрыты. Ступни распятого прибиты к вертикальному столбу двумя гвоздями. На соседних двух камнях гвозди в центре ладоней прикрепляют руки Христа к поперечной перекладине. Гвоздь изображает точка с кругом вокруг неё, врезанным в поверхность камня. Сосцы Христа изображены как кольца, также врезанные в камень. Константин Романов отмечал, что хотя тело Христа (грудная клетка и верхняя часть живота) выполнено достаточно грубо, тем не менее мастеру нельзя отказать в знании анатомии. В нижней части центрального камня заметны следы сбитых растительных орнаментов.
Слева от центрального камня изображена Богоматерь (высота 0,35 сажени), левой рукой она подпирает щёку, а правую прикладывает к груди, все три мироносицы изображены без нимбов. Две из них видны полностью, а третья стоит позади, поэтому видна только часть её головы. Фигуры мироносиц более спокойны, чем Богоматерь. Все они одеты в хитоны и мафории. Под ногами у них растительный орнамент. На правом камне изображены босой Иоанн Богослов в хитоне и длинном плаще, правой рукой подпирающий голову, а левой держащий край плаща, и Лонгин Сотник. Последний одет в хитон, панцирь и плащ, стянутый на груди. На голове у него плат, а на ногах — сапоги. Сотник поднимает правую руку и держит в левой круглый щит. Особо отмечает Романов изображение волос Иоанна: прямой пробор делит их надвое, длинные локоны спускаются на плечи апостола. Под ногами у персонажей растительный орнамент.
Выше центрального расположен четвёртый камень, на котором располагается верхняя часть креста с изображением уготованного престола (так называемой гетимасии или этимасии от греч. ἑτοιμασία). Он вырезан на плоскости трёх верхних концов креста (верхняя перекладина и завершение вертикального столба), по его сторонам само тело креста углублено, а края обведены двойной каймой.
На каждом из двух крайних боковых камней изображён некий святитель (Романов затруднялся в определении их имён) в подризнике, фелони, епитрахили и омофоре, с длинным свитком в руках. Омофоры и епитрахили украшены продолговатыми равноконечными крестами. Верхняя часть свитков украшена бусами, а само их пространство заполнено условными надписями. Волосы святителя с левой стороны расчёсаны на косой пробор. Борода его «округлая, маленькая, жидкая». У святителя с правой стороны волосы расчёсаны на прямой пробор, а борода «густая, длинная с острым концом». У ног святителей изображён растительный орнамент.
Во времена Романова три центральных камня стояли в одну линию, а два крайних были выдвинуты несколько вперёд, что создавало ощущение раскрытого триптиха. Ризы содержали пробирные клейма с датами. Риза Христа (нимб и опоясание) была датирована 1818 годом, Богородицы — 1822-м, Лонгина и обоих святителей — 1823-м, риза Иоанна не содержала клейма с датой, но по манере исполнения Константин Романов датировал её тем же временем. Романов относил раскраску рельефа к 1816 году (после установки на новом месте) и крайне негативно отзывался о её художественных достоинствах: отмечал грубость раскраски, почти чёрный фон, ярко-красные губы и стандартные тёмно-коричневые волосы всех персонажей. До окраски рельеф много раз белился известью. Побелка была счищена, неровность камня и швы между камнями зашпаклёваны, масляная краска наносилась густым слоем.

### Фигуры святителей
Фигуры святителей являются самыми большими среди всех скульптур Георгиевского собора. Их высота составляет 1 метр 21 сантиметр (в то время как фигуры из композиции Распятия имеют высоту только 0,8—1 метр). Две фигуры святителей со времени реконструкции Василия Ермолина находятся в тимпане центральной закомары южной стены собора. Персонажи изображены в типичных для святителей одеждах: в фелони и омофоре с крестами, под фелонью угадываются стихарь или саккос. Слегка склонившись навстречу друг другу, они держат развёрнутые свитки, на которых «ямочками в несколько строк имитированы буквы».
Константин Романов отвергал принадлежность двух святителей к композиции креста и предлагал обратиться к структуре византийских композиций подобного типа, относящихся к XI—XII векам, чтобы реконструировать те боковые панели креста, которые, с точки зрения исследователя, были утрачены (в существовании подобных панелей он не сомневался). Романов предполагал, что в верхнем регистре существовали ещё две поясные фигуры «смятенных ангелов» и, возможно, изображения солнца и луны. По боковым сторонам же, предположительно, были только растительные орнаменты.
Советский археолог Георгий Вагнер считал, что четыре фигуры святителей были связаны между собой (два — в композиции Распятия с предстоящими, ещё два — на стене Георгиевского собора). Если Шляпкин считал, что двое из них, включённые в состав Святославова креста, могут быть атрибутированы как Николай Чудотворец и Тихон Амафунтский, то Вагнер, учитывая общее число святителей, утверждал: «перед нами святители — Василий Великий, Иоанн Златоуст, Григорий Богослов и Николай Мирликийский». Он считал, что только облик Григория Богослова (фигура Николая Мирликийского, которого он опознавал в одном из настенных изображений, была недоступна Вагнеру для изучения) выдержан в традиционном духе. Например, изображение Иоанна Златоуста обычно относится к аскетическому и интеллектуальному типу. Здесь же оно представлено в реалистическом виде, характерном для доиконоборческого периода византийской иконописи. Этот более древний тип встречается также на некоторых русских миниатюрах XIII века. Византийских черт (восточный мудрец с открытым лбом) лишён и образ Василия Великого. Он предстаёт как старец с надвинувшейся на лоб шапкой волос. Вагнер отмечал, что необычность изображения святителей, вероятно, вызвала их неправильные отождествления более ранними исследователями.
Вагнер считал, что первоначально изображения четырёх святителей находились не на внешней стене собора, а в его алтарной преграде у царских врат. В пользу этого говорят большие размеры фигур и плоскостно-линейный характер стиля, в котором они выполнены, жёсткость складок и «декоративно-обеднённая трактовка» одежд, острое чувство силуэта, хорошее знание автором памятников живописи XII века. Ещё одним свидетельством расположения святителей во внутреннем пространстве собора Вагнер считал то, что их фигуры в храмовых росписях в качестве «основателей земной церкви» никогда не находились выше деисуса и пророческого чина. На фасадах Георгиевского собора под деисусом нет свободного пространства для размещения крупных фигур святителей.
В монографии «Мастера древнерусской скульптуры. Рельефы Юрьева-Польского» (1966) Вагнер относил все четыре фигуры святителей к работе одного мастера-камнереза, но предполагал, что фигуру Григория Богослова мог выполнить и другой мастер. Складки его одежды смягчены, и автор плохо представлял себе форму омофора, в который он одет. Передовым исследователь считал изображение святителей не фронтально, как это делали художники XII века, а в три четверти. Георгий Вагнер предположил, что автор четырёх изображений был живописцем по профессии (в пользу этого, например, по его мнению, говорят также особенности трактовки образа Иоанна Златоуста), но в силу неизвестных причин пробовал себя в резьбе по камню. Автор монографии ввёл для создателя фигур святителей два названия: «Мастер святителей» и «Двенадцатый мастер». В более ранней монографии «Скульптура Владимиро-Суздальской Руси. Г. Юрьев-Польский» (1964) тот же Вагнер присвоил автору святителей имя «Шестой мастер» и отнёс к его работам ещё и изображение Спаса Нерукотворного во фронтоне западного фасада, а также большое изображение правого ангела с угловой лопатки западного фасада Георгиевского собора.

### Тумба с надписью
Константин Романов упоминает вырезанную вглубь надпись на каменной тумбе из белого известняка в пять строк со сбитой правой частью и утраченным годом датировки: «Месяца июня в 30 день на память святого Иоанна Воина поставлен крест Святославом Всеволодовичем Аминь». Он отмечал, что в действительности день святого Иоанна Воина приходится не на 30 июня, а на 30 июля месяца. Саму надпись исследователь датировал 1234 годом, но сомневался в принадлежности тумбы именно к Святославову кресту (хотя и допускал такую возможность), а не к другой рельефной композиции, поставленной князем Святославом. Размеры тумбы на 1964 год были 38 × 45 см, а с учётом, что тумба сохранилась только частично, было выдвинуто предположение, что первоначальные её размеры составляли не более 60 × 75 см.
Советский археолог Александр Столетов не сомневался в принадлежности тумбы и надписи к Святославову кресту. Он утверждал, что надпись князь первоначально сопроводил обрамлением из резных полуколонок. Георгий Вагнер также считал надпись частью композиции Распятия, но утверждал в своей книге 1964 года, что она не примыкала вплотную к нему, а была отделена одним рядом каменной кладки с растительным орнаментом, который заходил на нижний край плит с Распятием.
Советский и российский историк древнерусской архитектуры Вольфганг Кавельмахер считал, что тумба креста — внешний (он находился не внутри стены, а был доступен для обозрения верующему) угловой блок стенной облицовки. Фрагментарно сохранились две орнаментированные растительными побегами фасадные плоскости камня. Правая принадлежала главному фасаду, именно на ней была высечена надпись, левая плоскость — боковому фасаду. Камень с надписью представляет собой нижний облицовочный блок. По его нижнему краю проходит широкая лента канта, как «на всех граничащих с профилированными архитектурными элементами» стенных квадрах собора. Нижняя окантовка, по мнению Вольфганга Кавельмахера, свидетельствует, что камень стоял непосредственно на храмовом цоколе, а цоколь на небольшом подиуме. В результате надпись оказывалась в первоначальном своём положении на уровне глаз прихожанина. Орнамент камня отличается от орнамента Георгиевского собора большей готической западноевропейской «жёсткостью». Верхняя часть надписи, с точки зрения Кавельмахера, была выполнена на другом камне и до нашего времени не дошла. Кавельмахер относил надпись к типу находящихся на обетных, памятных или поминальных крестах. Такие надписи могли находиться на самом кресте, его постаменте, футляре, ограждении… Как раз камень с надписью в качестве постамента для креста исследователь считал наименее вероятным вариантом.
Здание Троицкого храма, по предположению Кавельмахера, возводилось как усыпальница ктитора, и, вероятно, закладку осуществлял сам Святослав Всеволодович. Камень с надписью мог быть в этом случае уникальным «угольным камнем» этой постройки. В этом случает камень становился «сакральным дважды»: в качестве «камня основания» и в качестве памятника «смирения» князя, возводившего гробницу самому себе. Кавельмахер считал, что крест находился внутри храма либо перед восточной стеной, либо в апсидиоле (в этом случае в качестве церковной реликвии). Исследователь допускал и другие варианты размещения, так как первоначальный Троицкий храм-придел не сохранился, и существуют различные реконструкции его устройства. Из выводов Кавельмахера исходила кандидат исторических наук Виктория Яшкина в статье «К вопросу о распространении каменных крестов в Древней Руси» (1998).
Доктор исторических наук Альбина Медынцева проанализировала особенности надписи «Бакун» на одной из стен собора в сравнении с надписью на тумбе Святославова креста и пришла к выводу, что их сделали разные люди. Она также допускала, что надпись «Бакун» могла появиться в конце XV века, но отметила, что «наличие специально оставленного места в системе общей композиции рельефа и орнамента говорит о синхронности надписи и резьбы собора, то есть относит её к 20—30 гг. XIII в.»

## История создания

### Предпосылки создания креста
Российский историк Илья Шляпкин утверждал, что сама мысль о создании большой композиции с Распятием могла зародиться в сознании Святослава Всеволодовича в связи с доставкой частицы древа Господня епископом Полоцким во Владимир в 1218 году; присутствие же в ней Лонгина и Марии Магдалины исследователь связывал с принесением их мощей одновременно с частицей древа великому князю Владимирскому Константину — брату Святослава. Размещение в композиции жён-мироносиц Шляпкин соотносил с именем матери Святослава Марии «Всеволожей» (он не уточнял в тексте, как связано одно с другим). Поставление креста в день Иоанна Воина (30 июля) и упоминание этого святого в надписи, связанной с крестом, исследователь объяснял празднованием на Руси в этот же день праздника Воздвижения Честного Креста.
Шляпкин также соотносил создание Святославова креста с событиями похода князя на Волжскую Булгарию (подробный рассказ о нём содержится в Воскресенской летописи, на него опирается в своём повествовании Шляпкин и приводит данный текст в примечаниях). Этой же версии, но без указания источников, придерживался в XVIII веке и русский историк Василий Татищев. Святослав Всеволодович взял город Ошель 15 июня 1220 года. В этот день была сильная буря на Волге, и только ночью Святослав Всеволодович добрался до своих ладей, а на следующий день (16 июня) ему удалось проплыть на них между отрядами болгар, карауливших князя по берегам Волги и у Исад. По мнению Шляпкина, именно поэтому Распятие окружают два святителя: Николай Чудотворец, покровитель путешествующих по воде, и Тихон Амафунтский, память которого празднуется именно 16 июня. Исследователь считал символичным и создание креста из белого камня, добывавшегося в Волжской Булгарии. Мир с ней был заключён в 1222 году, поэтому и памятник относится к 1224 году — ко времени после даты подписания мирного договора. Средства на создание памятника были взяты Святославом из даров его брата Юрия и из военной добычи.
Версию о связи создания Святославова креста с походом на Волжскую Булгарию безоговорочно принял доктор исторических наук Николай Воронин. Подчёркивая историческое значение булгарского похода Святослава Всеволодовича, он писал: поход был предпринят по инициативе «брата и великого князя владимирского Юрия, и по возвращении… Святослав был встречен Юрием как триумфатор, ему и его воинам Юрий воздал великую честь и дал великие дары». Исторические же корни культа Спаса и «Победного креста», с которым он соотносил Святославов крест, во Владимирской земле Воронин возводит к булгарскому походу Андрея Боголюбского 1164 года. В соответствии с точкой зрения некоторых историков, советский археолог считал сохранившуюся до настоящего времени двухстороннюю икону из Успенского собора в Москве (на лицевой стороне Спас, а на обороте — как раз композиция «Поклонение кресту»), предположительно заказанную для «Спасской церкви нового Андреева двора», лабарумом князя в этом походе.

### Проблема авторства Святославова креста
Существует точка зрения, которая приписывает создание памятника непосредственно самому Святославу Всеволодовичу. Доказательства этого утверждения обычно основываются на надписи, сделанной на тумбе креста. Так, Николай Воронин писал: «Эта резная надпись была известна составителю Тверского летописного сборника, который и принял её за „авторскую подпись“ Святослава, поставившего на стене собора резное „Распятие“». Кандидат искусствоведения, заведующая сектором прикладного искусства Центрального музея древнерусской культуры и искусства имени Андрея Рублёва Светлана Гнутова в статье, посвящённой поклонным крестам в России, утверждала, что крест был собственноручно высечен князем Святославом Всеволодовичем в память о спасении его флота от сильной бури. Эта буря, по преданию, началась, когда ладьи князя возвращались по Волге после успешного похода на Волжскую Булгарию в 1220 году.
Василий Татищев, без ссылки на источник, писал о болгарском происхождении мастера, украсившего собор. Советский историк С. Г. Щербов в кандидатской диссертации «Белокаменные рельефы Георгиевского собора в г. Юрьеве-Польском (XIII век)» (1955) называл портретом неизвестного ныне по имени болгарского мастера клиновидный рельеф, «на котором изображена голова бородатого и усатого человека», но имевшуюся на стене подпись «Бакун» (часть исследователей определяли её как незаконченное имя Аввакум), которую можно было бы считать его именем, исследователь воспринимал как позднюю. Действительный член Императорской Академии художеств Владимир Суслов высказывал предположение, что автором резьбы на стенах собора мог быть упомянутый в летописи "галицко-волынский мастер—"хитрец"" Авдий.
Георгий Вагнер был осторожен в оценке роли князя в создании собора. Он писал в одной из статей: «участие князя Святослава в строительстве и, может быть, украшении своего собора не исключено». Доказательство такого участия исследователь видел в размещении рельефного изображения князя (его он видел в клиновидной маске) не на «официально-демонстративном месте», а на «рабочем» — в замке арки притвора, а также в размещении лика Спаса с подписью мастера Бакуна (он, с точки зрения Вагнера, исполнил и клиновидную маску) на северной стене собора, которую учёный считал парадной. Святославову кресту, находившемуся, по его мнению, на этой же стене, исследователь отводил «покровительственные функции», свидетельством чего были и присутствующие здесь же «патрональные рельефы всех князей владимиро-суздальского дома „юрьевичей“».
Георгий Вагнер отказывался считать Святослава главным мастером Георгиевского собора, но готов был обсуждать авторство князя в отношении Распятия с предстоящими. Он отмечал, что, хотя Святославов крест основан на византийской иконографической схеме (например, позы Иоанна Богослова и Богоматери, по мнению исследователя, типично византийские), он имеет целый ряд особенностей. В верхней части креста изображена гетимасия (её Вагнер в книге о скульптуре Владимиро-Суздальского княжества называл характерной для новгородского искусства), под крестом нет адамовой головы, а также Голгофы и подножия, напротив, присутствует пара крылатых драконов (а они характерны для романского, а не византийского искусства), в лицах апостола, Богоматери и Христа нет экспрессии. В лице Христа Вагнер отмечал тонкость черт, основанную, возможно, на живописном оригинале, высокий тип рельефа, «гравюрно проработанные» волосы, считал его психологически самым выразительным во всей скульптуре собора. «Мастера Распятия (Святослава?)» Георгий Вагнер выделял в качестве отдельного члена артели скульпторов, которая работала над украшением внешних стен собора, и посвятил ему особую главу своей книги «Мастера древнерусской скульптуры. Рельефы Юрьева-Польского» (1966). В более ранней монографии «Скульптура Владимиро-Суздальской Руси. Г. Юрьев-Польский» (1964) исследователь называл его «Десятый мастер» и писал, что в его творчестве сплелись византийские, романские и новгородские элементы, а в качестве свидетельств его незаурядного мастерства приводил два факта: необычная высота рельефа Распятия (9 см) и «глубоко психологическая разработка головы Христа».
Современный реставратор Юрий Маслов выступил против достаточно распространённого даже в начале XXI века мнения, что князь Святослав Всеволодович был архитектором, руководителем работ по строительству Георгиевского собора, дизайнером и «сам чуть ли не камень тесал…». По его словам, «споры об авторе т. н. „Святославова Креста“ идут до сих пор». Маслов утверждал, что Святослава не было в Юрьеве во время строительства, так как с 1228 по 1238 год он правил в Переяславле Русском. Анализируя значения упомянутого в летописи слова «мастер», он пришёл к выводу, что ни одно из них не могло соответствовать роли князя в строительстве храма. Князь не смог бы даже при всём своём желании работать каменотёсом в силу отсутствия знаний и навыков (к ним Маслов отнёс: работу с белокаменным квадром, кантовку его, умение работать с такими инструментами, как «закольник, шпунт, троянки, скарпели, пазовки, тесло», обладание «поставленным ударом киянки и способностью правильно владеть скарпелью», способность применять «правила обработки камня, последовательность работ, уметь наносить рисунок или узор на подготовленную поверхность, поставить камень в кладку с помощью отвеса и ватерпаса…, правильно залить раствор под выставленные камни») и «жёстких сословных рамок в кругу высшей знати». В качестве гипотезы, которая могла бы объяснить появление записи в летописи, приписывающей князю активное участие в работе над памятником, Маслов писал, что данные о строительстве прошли «через вторые или третьи руки», а на строительстве работал тёзка князя, впоследствии же произошло слияние этих двух личностей. Автор статьи даже приводил воображаемый диалог (с сохранением пунктуации Маслова): «„Кто храм-то строил?“ — „Да говорят, Святослав, он и Распятие это тесал!“ — „Это князь, что ли?“ — „Да не знаю, может и князь!“»
Академик Российской академии художеств Сергей Заграевский считал Святослава Всеволодовича архитектором Георгиевского собора, «художником-знаменщиком орнаментов и организатором артели», а также ктитором собора. Косвенным доказательством такого утверждения он считал исторически сложившееся название «наиболее почитаемой сюжетной стеновой композиции „Распятие с предстоящими“ — „Святославов крест“».
Проблема работы создателя Святославова креста над другими композициями фасадов Георгиевского собора поднималась в коллективной статье «Исследования Георгиевского собора в Юрьев-Польском 2010-х гг. как основа для получения представлений о композиционной структуре и генезисе памятника» (2018). В заключении статьи, анализируя так называемую «клиновидную маску» со стен собора, исследователи предположили, что она является посмертным портретом Юрия Всеволодовича — брата Святослава Всеволодовича. Оба они участвовали в битве на реке Сити, в ходе которой Юрий погиб. По мнению авторов статьи, клиновидная маска могла быть «инкрустирована» в уже завершённый декор собора. Она, с точки зрения коллектива авторов статьи, «является произведением зрелого мастера-скульптора и вполне может являться плодом творчества автора „Святославова креста“ — одной из жемчужин древнерусской пластики».

## Святославов крест в российском дореволюционном искусствоведении

### В научной литературе XIX века
Считается, что впервые статья, посвящённая Святославову кресту, была опубликована в издании «Отечественные достопамятности или Изображение русских исторических памятников и необыкновенных произведений природы, наук и художеств, находящихся в России» в 1824 году. В том же году во втором томе издания «Записки и труды Общества истории и древностей российских, учреждённого при Императорском Московском университете», русский историк Иван Снегирёв опубликовал сообщение, посвящённое Святославову кресту. Он утверждал, что этот памятник ещё не получил научного описания, а само сообщение составил, по его же словам, на основе личного с ним знакомства, а также данных, полученных от протоиерея Георгиевского собора Иоанна Петрова. Константин Романов, однако, впоследствии писал, что сообщения «Отечественных достопамятностей» и Снегирёва практически идентичны, и единственным, что отличает вторую публикацию от первой, является замечание Снегирёва, что в 1816 году при посещении Юрьев-Польского он видел крест в часовне у церковной ограды.
Иван Снегирёв собирал информацию о перемещении Святославова креста в Новое время. Так, российский археограф Константин Калайдович, со слов Снегирёва, сообщил ему в устной форме о существовании некоей рукописи с упоминанием Святославова креста. Сам автор статьи при посещении Юрьева-Польского застал Святославов крест стоящим «в часовне при ограде церковной», откуда позже — в 1816 году — памятник был перенесён в соборный придел, где и находился на момент составления Снегирёвым сообщения. Со слов местных жителей он сообщал, что ещё раньше крест находился в соборе за престолом (Константин Романов назвал такое сообщение фантастичным, но важным, так как данное предание связывает Святославов крест с Георгиевским собором), после чего был размещён на внешней стороне западной стены некоторое время существовавшей при соборе восьмигранной колокольни, разобранной в 1781 году. Снегирёв, по его словам, датировал крест на основе надписи на каменной тумбе в основании креста (по утверждению же Срезневского, на основе надписи, вставленной в деревянную обшивку основания) 1224 годом: «Сооружён сей Честной и Животворящий Крест Господень благоверным князем Святославом Всеволодовичем в лето 6732 [от сотворения мира, соответственно 1224 год от Рождества Христова]».
Статья «Исторические заметки о городе Юрьеве» русского археолога, этнографа и статистика Константина Тихонравова во «Владимирском сборнике» 1857 года лишь повторяла информацию о Святославове кресте, уже введённую в научный оборот его предшественниками.
Российский филолог Измаил Срезневский посвятил статью «Запись на камне при кресте в Юрьеве Польском» (1867) датировке Святославова креста. Он оспорил датировку 1224 годом, которую не подвергал сомнению Снегирёв, ссылаясь на новизну «языка» надписи. Ряд исследователей уже высказывали к этому времени мнение, что данная надпись могла быть составлена позднее на основе летописи или устного предания. К 1867 году была открыта более ранняя надпись на самом камне, до этого скрытая, по словам Срезневского, «деревянной дверцею». В отличие от предыдущей древность данной надписи не может подвергаться сомнению. За неё, в частности, говорят форма буквы «М», встречающаяся ещё в документах XII века, и внешний вид, например, отсутствие букв с правой стороны. В силу ветхости надписи указанный в ней год не сохранился к XIX веку. Прояснить его, с точки зрения Срезневского, могут помочь русские летописи: Святослав Всеволодович получил в удел Юрьев-Польский в 1212 году после смерти отца, Всеволода Юрьевича Большое Гнездо, от старшего брата — нового великого князя Владимирского Юрия — и оставался князем этого города до 1238 года, когда стал князем Суздальским.
Согласно летописным сообщениям, предшествовавшая современному Георгиевскому собору церковь была построена в 1152 году. В силу своей ветхости она была разрушена в 1230 году и заменена новой в 1234 году. Срезневский высказал сомнение в том, что Святослав Всеволодович мог принести в дар ветхому и идущему на слом храму столь значительный памятник, как Святославов крест. По его мнению, крест предназначался уже для нового храма. Подтверждение этого Срезневский находил в указании летописей об украшении только что построенного собора резными каменными изваяниями, к которым мог относиться и Святославов крест. Составитель же более поздней надписи ошибся, приняв букву «Л» (30) за «М» (20). Правильная датировка креста, с точки зрения Срезневского, — 1234 год. Это же мнение Срезневский высказал в более сжатой форме через 15 лет во 2-м издании книги «Древние памятники русского письма и языка (X—XIV веков). Общее повременное обозрение».
Академик Санкт-Петербургской академии наук Никодим Кондаков и вице-президент Императорской академии художеств Иван Толстой в шестом томе издания «Русские древности в памятниках искусства» настаивали на местном происхождении Святославова креста. Для его доказательства они указывали на единую технику работы с камнем создателей рельефов внешних стен собора и автора Распятия с предстоящими, выражавшуюся в плоскостности резьбы по камню, контурности складок драпировок, специфике изображения волос персонажей и растений у их ног, но отмечали, что Святославов крест выделяется «византийскими типами и формами». Среди элементов греческого влияния исследователи отметили особенности изображения лика Христа, наличие гетимасии (уготованного престола) вместо надписи «на кресле». Они также отметили, что изображение Иоанна Богослова сделано «с прописи обратно» — он должен был бы подпирать щёку левой рукой.

### В научной литературе начала XX века
Илья Шляпкин повторил в своей брошюре «Каменный крест 1224 года князя Святослава Всеволодовича в городе Юрьеве Польском» (1904) выводы Кондакова и Толстого. От себя он отмечал непропорциональность святителей по бокам от композиции в сравнении с фигурами предстоящих, но утверждал, что такое соотношение фигур персонажей — «вещь обычная». В другом месте своей брошюры он рассуждает о них как о составных частях композиции. «Любопытными» автор назвал узор на верхней одежде Иоанна Богослова, панцирь и щит Лонгина, а также фелони на святителях. Шляпкин писал, что пытался найти «подлинник всей композиции», но так и не сумел его обнаружить (наиболее близкими к нему историк считал изображения русских Псалтирей XIII—XIV веков). Поэтому он назвал Святославов крест «единственным в своём роде образчиком крупной русско-византийской скульптуры XIII века». Шляпкин как специалист по палеографии проанализировал надпись на тумбе, отметил целый ряд особенностей написания отдельных букв и утверждал: летописные данные свидетельствуют, что композиция размещалась на внешней стене храма. Вместе с тем Шляпкин сделал несколько важных, с его точки зрения, замечаний:
- так как крест сохранился лучше всех других резных изображений собора, то, возможно, он был снабжён не дошедшим до нашего времени покрытием;
- перемещения креста свидетельствуют, что он не занимал определённого места в соборе, изображения святых на стене собора не соответствуют размеру персонажей Святославова креста, в ограде Шляпкин видел резные камни с изображениями святых, которые, напротив, были соразмерны им;
- дощечка с датировкой Святославова креста указывает на 1224 год (именно этим годом исследователь датировал крест и в более поздней статье «Древние русские кресты. Кресты новгородские до XV века, неподвижные и нецерковной службы»[69]), а дата строительства собора — 1234;
- на здании собора Шляпкин не обнаружил места, свободного от каменной резьбы, где могло бы находиться Распятие;
- надпись под крестом относит его воздвижение ко дню Иоанна Воина, что не соотносится с собором, воздвигнутым в честь Святого Георгия. Не соотносятся с патроном собора и предстоящие в композиции.

На основе этих наблюдений Шляпкин сделал вывод, что Святославов крест предназначался не для Георгиевского собора, а для более раннего сооружения, предположительно, для часовни.
Кандидат богословия и настоятель Георгиевского собора в Юрьеве-Польском в 1889—1930 годах Александр Знаменский включил короткий рассказ о Святославовом кресте в свою брошюру «Георгиевский собор (1152—1234 г.) в городе Юрьев-Польском Владимирской губернии. Реставрация его и построение нового соборного храма» (1906). Он рассказал, что Святославов крест стал храмовой иконой Крестовоздвиженского придела в Троицком тёплом соборе в 1817 году. Именно тогда был создан, по его словам, сам Крестовоздвиженский придел. Знаменский кратко описал Святославов крест (двух святителей он считал частью композиции и датировал памятник 1224 годом) и пересказал его историю. Он отметил, что в начале XX века крест почитается жителями «Юрьевской округи», но «многие приходят [к нему] издалёка».
В 1911 году Константин Романов составил подробное описание памятника. Он поставил перед будущими исследователями Святославова креста четыре основных вопроса:
- Действительно ли Святослав III Всеволодович связан с появлением креста?
- Правильна ли датировка на поздней деревянной доске 1224 годом?
- Представляет ли Святославов крест единое произведение?
- Где должен был находиться данный памятник в первоначальном Георгиевском соборе XIII века?

Сам Романов считал, что Распятие, предстоящие и гетимасия составляют единую композицию по технике исполнения и стилю, они имеют единство и с резьбой на внешних стенах Георгиевского собора. К такому выводу он пришёл, сопоставив изображение бород, глаз, волос, ушей, рта, рук (в частности перстосложения), сапог, одежд, их складок и даже узора их каймы, растительного орнамента. Изображение же двух святителей, по мнению Романова, отличается от центральных камней «сухостью рисунка», которая наиболее заметна на фелонях, где присутствуют угловатые плоские складки, а также на изображении бород и контурах фигур. С точки зрения Романова, эти два персонажа имеют сходство с изображениями ещё двух святителей, которые находятся над окном на южной стене собора. Совпадает и несколько больший, чем у фигур с Распятия, размер этих четырёх персонажей (по мнению исследователя, фигуры святителей своим размером подавляют в композиции центральную фигуру Христа). Романов считал, что два святителя с южной стены попали на своё современное место только в 1471 году при реконструкции собора и не относятся к первоначальному орнаменту стен, а два святителя, считавшиеся в его время частью Святославова креста, в действительности не входили в его композицию изначально. Четыре центральных камня Святославова креста с Распятием и предстоящими находились в закомарах Георгиевского собора, а фигуры четырёх святителей вообще имеют иное происхождение (то есть происходят из другой постройки). Советский исследователь Георгий Вагнер, споря с Романовым, отмечал, что нам не известны другие каменные постройки с резьбой в Юрьеве-Польском, а сами стили резьбы в изображениях святителей и на фасадах Георгиевского собора всё-таки чрезвычайно близки.
Местом расположения Святославова креста после перестройки 1471 года Романов считал западную стену собора. По его предположению, Святославов крест был единственной связной композицией среди обломков рельефов, снятых со стен собора, поэтому Ермолин решил разместить его на самом видном месте — в центре западной стены собора. Добавление к композиции по сторонам двух святителей носило случайный характер. Парные фигуры святителей были первоначально расположены на южной стене собора. Строительство восьмигранной колокольни скрыло от глаз верующих композицию Святославова креста, поэтому вся она вместе с фигурами двух святителей была изъята из стены (Романов даже указывал следы изъятия на фасаде западной стены и заделки образовавшихся пустот) и перемещена на западную стену колокольни. Шесть камней были сделаны из белого известняка, а сама колокольня из красного кирпича, поэтому в сознании верующих сложилось представление о единстве всей композиции из шести блоков (а не из четырёх, как ранее). При перенесении впоследствии Святославова креста с места на место перемещались все шесть элементов.
Романов отмечал, что отсутствуют какие-либо свидетельства о начале почитания Святославова креста, но можно быть уверенным, что в период существования первоначального Георгиевского собора (1234—1471) он, размещённый на стене храма, не был объектом поклонения. По мнению исследователя, такое почитание не могло осуществляться и во время пребывания креста на верхней части (на недосягаемой для верующих высоте) западной стены храма после реконструкции, так как он не был напрямую доступен верующим. Однако в это время он уже концентрировал на себе внимание, так как стал единственной доступной для понимания композицией. Молитвенное же обращение к Святославову кресту возникло со времени, когда он оказался над главным входом на западной стене в восьмигранной колокольне. Перенос креста в 1781 году после разрушения колокольни в часовню был окончательным признанием его иконой. К этим двум местопребываниям Святославова креста Романов относил и формирование убеждения в чудотворности креста.
Некоторые из своих выводов Константин Романов опубликовал ещё за год до работы о Святославовом кресте в брошюре «Георгиевский собор в г. Юрьеве Польском (краткий отчёт о разведке осенью 1909 г.)» (1910): в композицию не входили фигуры святителей, сама она находилась на закомарах собора (исследователь ещё не определился тогда с более точным местоположением креста), ряд элементов композиции был утрачен, также он утверждал, что надпись на каменной плите под крестом не относится ко времени Святослава Всеволодовича.
Статья в издании «Владимирские епархиальные ведомости» за 1915 год сообщает о завершении строительства и освящении 11 января нового тёплого Троицкого собора вблизи Георгиевского холодного. Особо она оговаривает судьбу Святославова креста и его значение для местных жителей и культуры: «В приделе с правой стороны на видномъ месте [в новом соборе] поставлено древнее „Святославово“ Распятие съ предстоящими, высеченное из целого камня и служащее предметом особенного благоговейного поклонения городских и окрестных жителей, в то же время представляющее редкую археологическую ценность».

## В советском искусствоведении

### Святославов крест в работах Николая Воронина
Доктор исторических наук Николай Воронин в книге «Зодчество Северо-Восточной Руси XII—XV веков» (том 2, 1962) выражал согласие с точкой зрения Константина Романова на последовательность украшения Георгиевского собора каменным рельефом: сначала вырезались только фигуры, они создавались ещё до установки горельефов в стену; только после установки в стену этих каменных блоков наносился ковровый орнамент на оставшиеся свободными пространства стен. В то же время Воронин оспорил утверждение Романова, что первоначальное убранство собора включало в себя только фигуры. По мнению советского историка, фигуры и орнамент составляют «единую и целостную систему», а не напластование двух разновременных. Воронин рассчитал, что над исполнением каменной резьбы в Георгиевском храме работало две артели. Одна (12 мастеров) вырезала фигуры, другая (18—24 мастера) — растительный орнамент. При единстве стиля проявлялась и индивидуальность резчиков. Исследователь обнаружил «руку одиннадцати мастеров», вырезавших фигуры (глава артели Бакун оставил автограф на северном притворе).
Воронин размещал композицию Святославова креста в первоначальном варианте Георгиевского собора на северной стене в центральной закомаре над колончатым поясом вместе с плитой с надписью. В состав композиции, по его мнению, входили располагавшиеся ниже две симметричные фигуры драконов.
Воронин отмечал, что, по сравнению с Дмитриевским собором во Владимире, фигуры реальных и вымышленных зверей в Георгиевском соборе не играли главной роли: их меньше, они имеют явно подчинённую роль по отношению к образу человека. Нет и сцен кровавой борьбы зверей. Сами они наделены фольклорными чертами. Драконы из композиции Святославова креста уподоблены создателями рельефа сказочным крылатым Змеям Горынычам «с закрученным чешуйчатым хвостом и весьма реалистичной волчьей зубастой пастью». Советский историк соотносил «волкообразность юрьевских драконов» (в композициях «Святославов крест» и «Змееборство святого Георгия») с русским фольклором эпохи «двоеверия», в котором волки были «собаками небесного воеводы» — святого Георгия. В связи с интерпретацией Святославова креста как «Победного» исследователь предложил и новое («двойственное») толкование изображений драконов с волчьими головами, с его точки зрения, располагавшихся симметрично под крестом: «Их волчья ипостась связана с представлением о волках как предсказателях победы, а их озлобленно напряжённое и скрученное тело может отвечать символике поверженных иноверных врагов, демонической силы, попранной силой „Победного креста“». Изображения животных и чудовищ на стенах храма не были изолированными в отличие от Дмитриевского собора и включались в многофигурные композиции.
Историк отмечал большую роль креста в политической идеологии княжеской власти того времени: «Крест мыслился как символ верховного покровительства неба княжеской власти». С точки зрения Воронина, размещение Распятия именно на северной стене в центральной закомаре над колончатым поясом может рассматриваться как «охранительный символ» Всеволодовичей. Расположение композиции Распятия «над персонифицированными в образах их [Всеволодовичей] патронов в колончатом поясе владимирскими князьями … являлось переводом на язык монументальной пластики теории о праве владимирских князей на приоритет в Русской земле, об их богоизбранности». Историк считал Святославов крест представителем особого иконографического типа — «Победного креста». Он был связан с ранней историей византийского христианства и являлся символом непобедимости императоров Византии. В этом иконографическом типе над «мачтой» креста помещался «нерукотворный Спас».
В своей статье 1962 года Воронин писал, что на южном фасаде собора над западным окном есть камень с головой Христа в крещатом нимбе (Спас). Он соответствует ширине среднего камня Святославова креста. Если соединить камень со Спасом с крестом, то получается композиция «Победного креста» (никитирион) в иконографическом изводе, в котором первоначальный простой крест заменило Распятие с предстоящими. С точки зрения Воронина, Святославов крест в этом случае приобретает законченный характер, а «фигуры ангелов и птиц [они хорошо различимы на реконструкции первоначальной структуры Святославова креста Николаем Ворониным] связываются с их славословием Спасу». В качестве дополнительного аргумента Воронин использовал мнение Константина Романова, что Спас «близок по манере и приёмам резьбы» голове Христа в Распятии, и его мог создать тот же самый мастер. Главным же доказательством наличия изображения Спаса в композиции Святославова креста Воронин считал его крупное изображение над древком креста и ангелами на изразцовом Распятии с северного фасада Успенского собора в городе Дмитрове. Это изображение, по его мнению, повторяет композицию «Победного креста» в Георгиевском соборе. Воронин связывал дмитровскую композицию с деятельностью Ермолина после 1471 года и считал, что создана она под впечатлением от Святославова креста.
Боковые закомары северного фасада, по мнению Воронина, содержали изображение «Трёх отроков в пещи огненной» и «Даниила во рву львином». По мнению исследователя, обе композиции были связаны с Распятием как «библейские прообразы „страстей господних“ [в тексте оригинала нет заглавных букв]». Одновременно они становились на фасаде северной стены «символами покровительства бога верным людям, то есть того же небесного патроната над владимирскими князьями», и воплощали «важнейшую для XII—XIII вв. мысль о верности, „единачестве“ князей, преодолевших трагическую усобицу и восстановивших единство и силу Владимирской земли».
В книге 1967 года, посвящённой архитектуре Владимирской земли, Воронин писал о средневековом представлении о кресте как важнейшем орудии борьбы с неверными и защиты княжеской власти, назвав его «сохраньник всей вселенной, царем держава, верным утверждение», а сюжеты «Три отрока в пещи огненной» и «Даниил во рву львином» рассматривал как зрительный образ покровительства бога верным ему людям. В качестве подтверждения данных значений Воронин привёл фрагмент из «Песни о Роланде», в котором Карл Великий призывает Господа дать возможность отомстить за гибель Роланда и упоминает при этом именно эти ветхозаветные сюжеты
Воронин отмечал, что при несомненной декоративности резьба Георгиевского собора органичнее связана со стеной, чем в Дмитриевском соборе. Во Владимире рельефы «прилеплены» к стене, а фигуры святых «висят» на стене. В Георгиевском соборе фигуры и композиции включены в орнамент, который связывает их между собой и одновременно соединяет их со стеной. Сами фигурные композиции Воронин уподоблял «резным иконам».

### В работах Георгия Вагнера
Проблемы, связанные со Святославовым крестом, исследователь затрагивал в своих двух монографиях, посвящённых скульптуре Георгиевского собора, вышедших в 1964 и 1966 годах, и в многочисленных статьях, опубликованных в разное время в журнале «Советская археология». Пытаясь найти истоки скульптуры Георгиевского собора, Георгий Вагнер писал, что сопоставление с современной ей византийской, западноевропейской романской или грузинской пластикой ничего не даёт исследователю. Происхождение её он видел в развитии «местного» стиля, но осложнённого воздействием других видов изобразительного искусства.
Вагнер считал, что Распятие находилось в центральной закомаре северного фасада собора, на котором располагались «важнейшие патрональные рельефы», ктиторский портрет самого князя Святослава (также в Троицком приделе у северо-восточного угла храма позднее находилась и гробница князя). Вагнер дополнял сохранившуюся композицию Святославова креста двумя взволнованными ангелами и изображением серафима над гетимасией (при этом исследователь писал, что делает это условно, так как аргументов в поддержку последнего утверждения явно недостаточно), что увеличивало высоту композиции до 2,18 м.
Георгий Вагнер позднее пошёл дальше Воронина в оценке сюжетов северной стены собора. Он был согласен с предшественником в расположении «Трёх отроков в пещи огненной» и «Даниила во рву львином» по сторонам от Распятия, но указывал, что эти композиции развивают тему Страстей не в историческом, а в символическом смысле (по мнению советского исследователя, первая композиция соотносится с искупительным подвигом Христа, а в изображении второго сюжета Даниил по традиции изображался «с распростёртыми руками, как бы распятым на кресте»). Акцент он делал на идее жертвенности, заложенной в этих двух композициях. Он отмечал, что «Три отрока» располагаются именно на северном фасаде храма в левой закомаре, то есть вблизи жертвенника, благодаря чему оказываются связаны с культовыми действиями во время богослужения: именно в северной апсиде храма приготовляется так называемый агнец, над которым совершаются действия, символизирующие насильственную смерть Иисуса.
Свидетельство «Песни о Роланде» Вагнер дополнил фрагментом из «Повести временных лет», в котором константинопольский патриарх называет Даниила и трёх отроков среди свидетельств «гарантий» безопасности государственной деятельности княгини Ольги. Вагнер писал, что святые покровители суздальских князей — Георгий, Дмитрий Солунский, Фёдор Стратилат и другие — были специально изображены в аркатурно-колончатом фризе «не симметрично по бокам деисуса, а все с одной (левой) стороны и не сразу за апостолами, а через „промежуточные“ фигуры мучеников». В результате они оказались на парадном северном фасаде, который был обращён в сторону города. По мнению Вагнера, эти изображения святых покровителей были включены в единую систему с композициями Святославова креста и окружавших его сцен «Три отрока в пещи огненной» и «Даниил во рву львином» (Вагнер утверждал, что эти две композиции понимались на Руси «в широком государственном смысле» «в отличие от толкования их в западноевропейском средневековье»). С точки зрения исследователя, весь северный фасад был посвящён воплощению идеи «всесильного божественного патроната верным людям». Вагнер отмечал, что при удалении от фигуры Христа фигуры предстоящих приобретают положение «анфас». Он предполагал в этом желание придать фигурам святых патронов князей самостоятельное значение и подчеркнуть их характер как покровителей князей. Исследователь допускал, что под этими святыми имелись в виду «сами реальные князья».
Вагнер писал об охранительной функции и функции помощника у не только Святославова креста, но и Распятия в целом по отношению к владимиро-суздальским князьям, а также о том, что Всеволод Большое Гнездо рассматривал его как символ старейшинства князя, но исследователь утверждал, что для Святослава Всеволодовича поставление Распятия на парадной стене Георгиевского собора не может рассматриваться как претензия на роль старейшины рода и ограничивается только прославлением владимирской династии.
Исследователь делил пространство каждого фасада собора на несколько зон, которые, по его мнению, отражают христианское представление о структуре мироздания. Выше всего находилось Верхнее небо. Основные сцены христологического цикла шли в следующем ряду, образуя Нижнее небо. В составе этого пояса было и Распятие с предстоящими. В этот ряд входили также символические изображения различных сил природы (грифоны, драконы, сирины…).
Вагнер обращал особое внимание на эти изображения природных сил, выполненные в «относительно „реалистическом“ духе независимо от фантастичности самого сюжета». К их числу он относил правого дракона из реконструируемой Ворониным композиции Распятия. Он исполнен движения, представляет собой не просто эмблему, а ещё одного участника происходящих событий. Вагнер утверждал, что звериные рельефы не находят стилистических соответствий в предшествующей пластике Владимиро-Суздальского княжества. Он предположил, что образцом могли служить рельефы собора Архангела Михаила в Нижнем Новгороде постройки 1227 года, от которых сохранился только один фрагмент — резная голова льва. Вагнер считал правого дракона работой гипотетического «мастера двух Георгиев», которого называл наиболее активным разрушителем принципов геральдизма из всех скульпторов, принимавших участие в работе над украшением собора, и самым тонким художником во всей артели. Этот мастер знал романские, византийские и грузинские образцы, но не копировал их, а создавал собственные. В частности, искусствовед прослеживал влияние на образ правого дракона русской народной сказки.
Георгий Вагнер отмечал, что первоначально у подножия креста изображалась адамова голова, позже (на Афоне, в Сербии, Западной Европе, но не в Византии) её заменило изображение одного или двух драконов как символов искупленного Христом греха. В связи с предполагаемым изображением драконов в композиции Распятия Георгий Вагнер выдвинул гипотезу, что мастера работали над сюжетом «попарно». Правый дракон выполнен «в развитом пластическом и даже живописном стиле». Изысканно исполнена его чешуя. Рельеф «богат светотенью». Левый же дракон выполнен в плоскостной графической манере, подчёркнут по контуру добавочной врезной линией. В связи с этим Вагнер предположил, что в этом проявился навык резьбы по дереву.
Ермолин объединил драконов в геральдическую пару на восточной части южного фасада собора. Они имеют голову волка или собаки, крылья, змеиный хвост закручен в спираль и раздваивается на конце в растительный узор, бородатые пасти оскалены, уши прижаты к голове, языки высунуты. В характеристике драконов мнения исследователей были различны. Никодим Кондаков назвал их «крокодилоподобными страшилами» и настаивал на их западноевропейском происхождении, доктор искусствоведения Виктор Лазарев, ссылаясь на археолога Е. С. Медведеву, увидел в них «Симарглов», восходящих к персонажу иранского эпоса, Воронин сопоставил их со Змеем Горынычем русских сказок. Сопоставление с Симарглом Вагнер считал ошибочным. Хотя о внешнем виде этого персонажа современные исследователи только догадываются, его прототип в иранском эпосе Сэнмурв имеет птичий хвост и никогда не изображался с вытянутой вперёд головой и прижатыми ушами. Георгий Вагнер увидел в драконах на Георгиевском соборе следы древнерусских языческих верований, в которых они играли роль покровителей и охранников. На стене Георгиевского собора драконы выполняли роль слуг святого, а также языческих сил, попранных «Победным крестом». Кроме этого, они могли напоминать прихожанам о победе Святослава над болгарами, так как тотемом тюркских племён был волк.
Драконы не могли быть расположены напрямую у ног Христа или в одном ряду с надписью на тумбе, вмонтированной в стену храма. Причина этого — разная высота каменных блоков. Высота плит с драконами меньше, чем высота тумбы с надписью. Драконы, по предположению Вагнера, шли на один ряд ниже её. Ещё ниже располагались подзакомарные капители с масками, которые Вагнер считал изображением гридьбы Святослава Всеволодовича. Ещё ниже находилась Земная церковь с Богоматерью Орантой и святыми патронами владимиро-суздальских князей. Ещё ниже шли полуфигурные изображения целителей и чудотворцев. Вагнер обращал внимание, что нигде в фасадных рельефах фигура Христа не господствует над другими изображениями. По его словам, это свидетельствует, что в резьбе на фасадах собора отсутствует «иерархический пафос».

### В работах Александра Столетова
Историк архитектуры Александр Столетов в статье «Георгиевский собор города Юрьева-Польского XIII века и его реконструкция» (1974) писал, что композиция «Распятие» собрана из камней, много раз менявших положение в храме. В результате в ней оказались фигуры двух святителей, которые относятся к другой тематической композиции (исследователь не указывал, что это за композиция), хотя она и была создана одновременно с постройкой храма. Кроме того, в композицию Святославова креста вошли более поздние элементы, например, изображение Бога Отца в окружении облаков, которое исследователь считал поздней вставкой XIX века, выполненной в гипсе.
Столетов оспорил утверждение Вагнера, что Святославов крест завершало вверху изображение серафима. Исследователь утверждал, что внимательный анализ рельефов на стенах храма позволяет нам найти подлинный верхний камень этой композиции с полуфигурным рельефом Саваофа в благословляющей позе, который связан по рисунку рельефа с остальными камнями этой группы. Именно треугольный рельеф благословляющего Саваофа, который в настоящее время находится на южной стене собора, Столетов предложил в качестве завершающего элемента композиции. Такую фигуру он считал типичной для данного иконографического типа. С точки зрения Столетова, «не достаёт в этой композиции только камня с надписью „Иисус Христос — царь Иудейский“ на остающемся свободном месте. Заострённая килевидная форма благословляющего Саваофа, завершающего „Распятие“, даёт непосредственную связь всей композиции Распятия с архитектурными формами собора, чётко выявляя местоположение этого рельефа на стенах собора, а именно: в люнетах под закомарами одного из центральных прясел храма». Возражая Столетову, Георгий Вагнер писал: «Композиция „Распятие“ в домонгольском русском искусстве не могла увенчиваться изображением „бога Саваофа“, так как такого изображения до ХV в. не было. Указанный А. В. Столетовым рельеф изображает не бога Саваофа, а Спаса Еммануила. Но и этим изображением [Спасом Еммануилом] „Распятие“ не завершалось».
По мнению Столетова, включение в состав композиции Святославова креста ещё «двух камней с поясными изображениями „смятенных“ ангелов в симметричной композиции, из которых каждый является зеркальным отражением другого, и камня килевидной формы с полуфигурой благословляющего Саваофа (южный фасад, верхний ряд) и делает её классической композицией „Распятие“, полностью законченной в своей верхней части». Свободное в настоящее время место внизу было, с точки зрения Столетова, занято надписью «Иисус Христос — царь Иудейский». По бокам находились «камни с продолжением рельефов симметрично размещённых голубей; в основании под крестом, ниже незаконченного растительного рельефа, примерно через один ряд, — рельефы двух драконов, характерных для темы „Распятие“». Столетов определял общую высоту композиции Святославова креста, включая реконструируемые фрагменты: «не менее 275—280 см, при ширине 150 см».
Распятие, по мнению Столетова, находилось на закомарном люнете храма, о чём говорит килевидная форма завершения композиции, отвечающая форме самих закомар. Оно могло быть размещено на главном западном фасаде, «что отвечает и его размеру, и его значению». Распятие, с точки зрения Столетова, не могло быть размещено между капителями полосного рельефа. Поэтому, возможно, зодчие ему как главной теме отводили центральное место на западном фасаде храма и сопровождали его фигурами херувимов, серафимов и других ангельских чинов, помещённых в различных местах на стенах храма.
В своей рецензии на книгу Георгия Вагнера «Г. К. Вагнер. Скульптура Владимиро-Суздальской Руси (г. Юрьев-Польский)» Александр Столетов оспорил и другие выводы исследователя. В частности, он был не согласен с мнением Вагнера о слабой связи рельефных композиций (в первую очередь, Распятия с предстоящими) с архитектурой Георгиевского собора.

### В советском краеведении
Советский краевед Юрий Галкин в книге «Юрьев-Польский» описывает экскурсию по Георгиевскому собору, проводившуюся в 1970-е годы. После внешнего осмотра собора экскурсанты проходили вслед за экскурсоводом внутрь, где находилась экспозиция резного камня, который был использован при украшении собора во время его возведения, но не был вложен в кладку фасадов в 1471 году Василием Ермолиным при реставрации собора или был найден позднее. Всего в коллекции музея в то время было около ста таких резных камней, но для постоянной экспозиции были отобраны и после этого отреставрированы только наиболее интересные. Среди них автор книги упоминает композицию Распятие, или Святославов крест. Он относит её к XIII веку, ссылаясь на надпись, упоминающую Святослава Всеволодовича и год 6732 от сотворения мира (1224 год от Рождества Христова).

## В современном российском искусствоведении
Советский и российский историк древнерусской архитектуры Вольфганг Кавельмахер утверждал, что композиция Святославова креста была собрана на рубеже XVIII—XIX веков причтом Георгиевского собора из фрагментов не одного, а двух зданий: Георгиевского собора и храма Святой Троицы. Из Георгиевского собора, по его мнению, происходят Распятие с предстоящими и две фигуры святителей, которые первоначально, с точки зрения исследователя, входили в состав деисусной композиции. Из храма Святой Троицы (бывшего Троицкого придела) происходит камень с надписью о поставлении Святославом. Кавельмахер считал, что Распятие находилось первоначально на западной стене Георгиевского собора и обосновывал это утверждение исторической традицией его размещения на внешней стене с этой стороны уже после обрушения первоначального здания. Пребывание памятника в алтаре (Кавельмахер уточнял это место: «в глубине алтарной экседры, на горнем месте») исследователь называл «„исторической“ случайностью», но свидетельствующей о его почитании. Недостатками такого положения он считал недоступность креста для верующих и создание неудобства для архиерейской службы
Академик Сергей Заграевский затронул проблему Святославова креста в брошюре «Вопросы архитектурной истории и реконструкции Георгиевского собора в Юрьеве-Польском» (2008). Он выразил согласие с рядом выводов, сделанных Кавельмахером: надпись о поставлении Святославом Всеволодовичем креста в древности находилась не на фасаде собора, а в Троицком приделе, она была сделана во время возведения Троицкого придела и была высечена на его «краеугольном камне», надпись не могла относиться к 1224 году. По мнению Заграевского, такая ошибка в дате появилась из-за того, что надпись производилась «„по припоминанию“, то есть много десятилетий спустя». Заграевский датировал хронологические рамки создания Троицкого придела: не ранее 1252 года и не позднее конца XIV века.
Коллектив авторов статьи «Сохранение культурного наследия домонгольской Руси: реконструкция утраченных сюжетов каменных рельефов Георгиевского собора XIII в.» (2018) отмечает особенность резного орнамента стен Георгиевского собора — следы утраченной краски. В глубине орнамента можно разглядеть следы синей или сине-зелёной краски. Профессор Александр Скворцов утверждает, что в разное время храмы Владимирской земли расписывались, а упомянутый цвет характерен для украшения храмов середины XIX века. Авторы статьи предположили, что, если Святославов крест дошёл до нашего времени в окрашенном состоянии, то в этот же цвет мог быть окрашен и весь Георгиевский собор. Они сознавались, что данное утверждение является только предположением и носит дискуссионный характер.
Архитектор, скульптор и реставратор Георгиевского собора Сергей Карташов и историк архитектуры Михаил Морозов в статье 2020 года, посвящённой рельефам на внешних стенах Георгиевского собора, пишут, что по эстетическим и композиционным параметрам уникальные парные рельефы двух мужских ликов под архивольтом северного притвора Георгиевского собора выполняли особую роль в скульптурном декоре храма. «Их пластика, трактовка натуры и деталей позволяют поставить их в один ряд со скульптурной композицией „Распятие“ (т. н. „Святославов Крест“) и изображением Спаса Нерукотворного Образа (ныне находящегося на южном фасаде)», утверждали они.

## В культуре
Российский ежемесячный православный журнал «Нескучный сад» опубликовал статью «Юрьев-Польский: Три монаха, не считая музея», посвящённую Михайло-Архангельскому монастырю в Юрьеве-Польском. Автор статьи пишет: «историки утверждают, что крест вырезал сам благоверный князь после того, как Господь чудесным образом спас его и дружину от бури на Волге», и упоминает о почитании его в наше время как чудотворного. Верующие молятся перед ним о семейных проблемах и о рождении детей. Хотя в Георгиевском соборе не проводятся богослужения, каждый раз после литургии, совершаемой в монастыре, его настоятель отец Афанасий с прихожанами направляются в Георгиевский собор, чтобы помолиться перед крестом. После молитвы настоятель помазывает прихожан святым маслом. В XVII веке к Святославову кресту на поклонение приезжал царь Михаил Фёдорович. Местный монастырь получил от государя «колокола и паникадило и всякое церковное строение» сообщает, ссылаясь на неназванную летопись, автор статьи. Небольшая статья о Святославовом кресте была также размещена в выпуске «Георгиевский собор в Юрьеве-Польском» (2013) еженедельного издания «Православные храмы. Паломничество по святым местам».
Современный фотохудожник Виктор Титов издал публицистическую книгу-альбом, посвящённую Георгиевскому собору и содержащую большое количество снимков. Одна из её глав посвящена непосредственно Святославову кресту. Автор рассказывает историю изучения памятника в XIX и XX веках, излагает различные точки зрения на его датировку, происхождение, местоположение в различные исторические эпохи, структуру, останавливается на обстоятельствах его поставления. В своём изложении Титов использовал редкие фотографии самого памятника и интерьера Георгиевского собора, которые были сделаны в дореволюционное и советское время.
Путеводители по Юрьев-Польскому и Георгиевскому собору, изданные в 2000-х и 2010-х годах, особо отмечают почитание Святославова креста верующими. Путеводитель Виктора Ерохина ошибочно толкует надпись на тумбе креста как: «Сей Крест Животворящий сделан князем Святославом в лето 1224 г.». Протоиерей Олег Пэнэжко в издании «Город Юрьев-Польский, храмы Юрьев-Польского района» утверждает, что она звучит по-другому: «Сооружён сей честный и животворящий крест Господень Благоверным князем Святославом Всеволодовичем в лето 6732». По утверждению автора путеводителя, Святославов крест пользуется «особым почитанием» как чудотворный, и паломники из многих уголков России специально приходят в Георгиевский собор, «чтобы приложиться к нему и получить исцеление». Краевед Галина Мозгова приводит в своей книге об Юрьевском ополье пример чудес, связанных с крестом: в 1991 году розы, поставленные в вазу у креста, продолжали цвести два месяца. С того времени по инициативе архиепископа Вологодского Максимилиана началась регистрация чудес, связанных со Святославовым крестом.
Коллектив авторов книги «Георгиевский собор в Юрьев-Польском» (2021) сообщает, что в 1924 году Георгиевский собор (с января 1915 года Святославов крест, по их информации, находился в новом Троицком соборе «в приделе с правой стороны») был закрыт, и в нём была установлена электростанция с двумя дизелями. Однако уже вскоре началась реставрация и разбор поздних пристроек. Распятие, как и часть других композиций, было перенесено в Георгиевский собор после разбора новых пристроек к нему реставратором Петром Барановским, в собор были также добавлены некоторые из резных композиций из частных дворов. По словам составителей, по воскресеньям в настоящее время служится молебен Животворящему Кресту.